# Clarkfield
Clarkfield ist eine Kleinstadt (mit dem Status „City“) im Yellow Medicine County im Südwesten des US-amerikanischen Bundesstaates Minnesota. Das U.S. Census Bureau hat bei der Volkszählung 2020 eine Einwohnerzahl von 852 ermittelt.

## Geografie
Clarkfield liegt auf 44°47′26″ nördlicher Breite und 95°48′31″ westlicher Länge und erstreckt sich über 2,82 km². 
Benachbarte Orte von Clarkfield sind Montevideo (22,5 km nordnordöstlich), Granite Falls (21,9 km östlich), Hazel Run (11,2 km südöstlich), St. Leo (27,4 km südwestlich) und Boyd (14,2 km nordwestlich).
Die nächstgelegenen größeren Städte sind Minneapolis (222 km östlich), Minnesotas Hauptstadt Saint Paul (238 km in der gleichen Richtung), Rochester (335 km südöstlich), Sioux Falls in South Dakota (183 km südwestlich) und Fargo in North Dakota (285 km nordnordwestlich).

## Verkehr
In Clarkfield kreuzen der U.S. Highway 59 und die Minnesota State Route 67. Alle weiteren Straßen sind untergeordnete Landstraßen, teils unbefestigte Fahrwege oder innerstädtische Verbindungsstraßen.
In Nordwest-Südost-Richtung verläuft eine Eisenbahnlinie der BNSF Railway durch das Zentrum von Clarkfield.
Der Granite Falls Municipal Airport befindet sich 26 km östlich von Clarkfield. Der nächste Großflughafen ist der Minneapolis-Saint Paul International Airport (219 km östlich).

## Demografische Daten
Nach der Volkszählung im Jahr 2010 lebten in Clarkfield 863 Menschen in 372 Haushalten. Die Bevölkerungsdichte betrug 306 Einwohner pro Quadratkilometer. In den 372 Haushalten lebten statistisch je 2,19 Personen. 
Ethnisch betrachtet setzte sich die Bevölkerung zusammen aus 95,6 Prozent Weißen, 0,2 Prozent (zwei Personen) Afroamerikanern, 0,7 Prozent amerikanischen Ureinwohnern, 0,1 Prozent (eine Person) Asiaten sowie 3,0 Prozent aus anderen ethnischen Gruppen; 0,3 Prozent stammten von zwei oder mehr Ethnien ab. Unabhängig von der ethnischen Zugehörigkeit waren 5,0 Prozent der Bevölkerung spanischer oder lateinamerikanischer Abstammung. 
22,5 Prozent der Bevölkerung waren unter 18 Jahre alt, 52,6 Prozent waren zwischen 18 und 64 und 24,9 Prozent waren 65 Jahre oder älter. 50,9 Prozent der Bevölkerung war weiblich.

Das mittlere jährliche Einkommen eines Haushalts lag bei 37.500 USD. Das Pro-Kopf-Einkommen betrug 23.058 USD. 16,1 Prozent der Einwohner lebten unterhalb der Armutsgrenze.

## Söhne und Töchter der Stadt
- David Minge (* 1942), Politiker
- Larry Cole (* 1946), American-Football-Spieler